# Carex ledebouriana
Carex ledebouriana är en halvgräsart som beskrevs av Carl Anton von Meyer och Ludolph Christian Treviranus. Carex ledebouriana ingår i släktet starrar, och familjen halvgräs.

## Underarter
Arten delas in i följande underarter:
- C. l. ledebouriana
- C. l. substepposa
- C. l. transbaicalensis